# 丹阳郡 (韩国)
丹阳郡（：／ Danyang gun */?）是韩国忠清北道的一个郡，位於小白山脈北麓，北部与江原道接壤、南部与慶尚北道接壤。面积781.07平方公里，人口28405人（2021年）。交通有中央高速公路铁路中央線穿过。

## 标志
- 郡树: 红豆杉
- 郡鸟: 喜鹊
- 郡花: 躑躅

## 地理
83.7%的土地是山地。11.2%的可耕地。除城镇外道路崎岖。村庄多在丘陵山谷间。汉江流经此地23.7公里。 平昌河, 从五台山(韩国)流出，经此地。多条河流从丹陽郡流出。 

### 气候
山区内陆气候，温度变化很大。年平均温度11.2℃，最高17.7℃最低5.6℃。年平均降水量1195.8mm。

## 旅游
- 丹陽古藪里洞窟
- 丹陽八景
- 丹陽第二八景

## 友好城市
- 首爾特別市松坡區
- 首爾特別市恩平區
- 釜山廣域市中区
- 仁川廣域市桂陽區
- 忠清南道保寧市
- 京畿道利川市
- 京畿道九里市
- 中国吉林省安图县
- 中国江苏省丹阳市

## 艺术

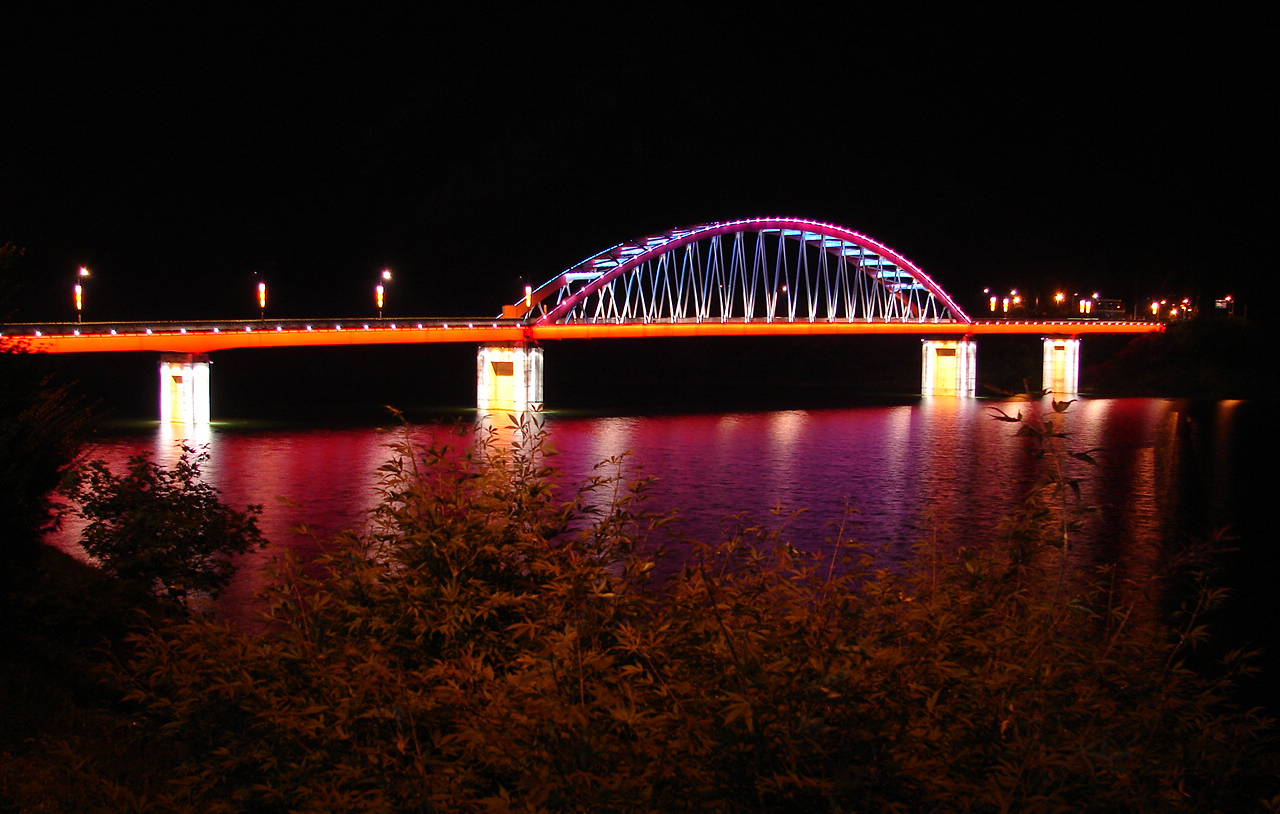
丹阳橋
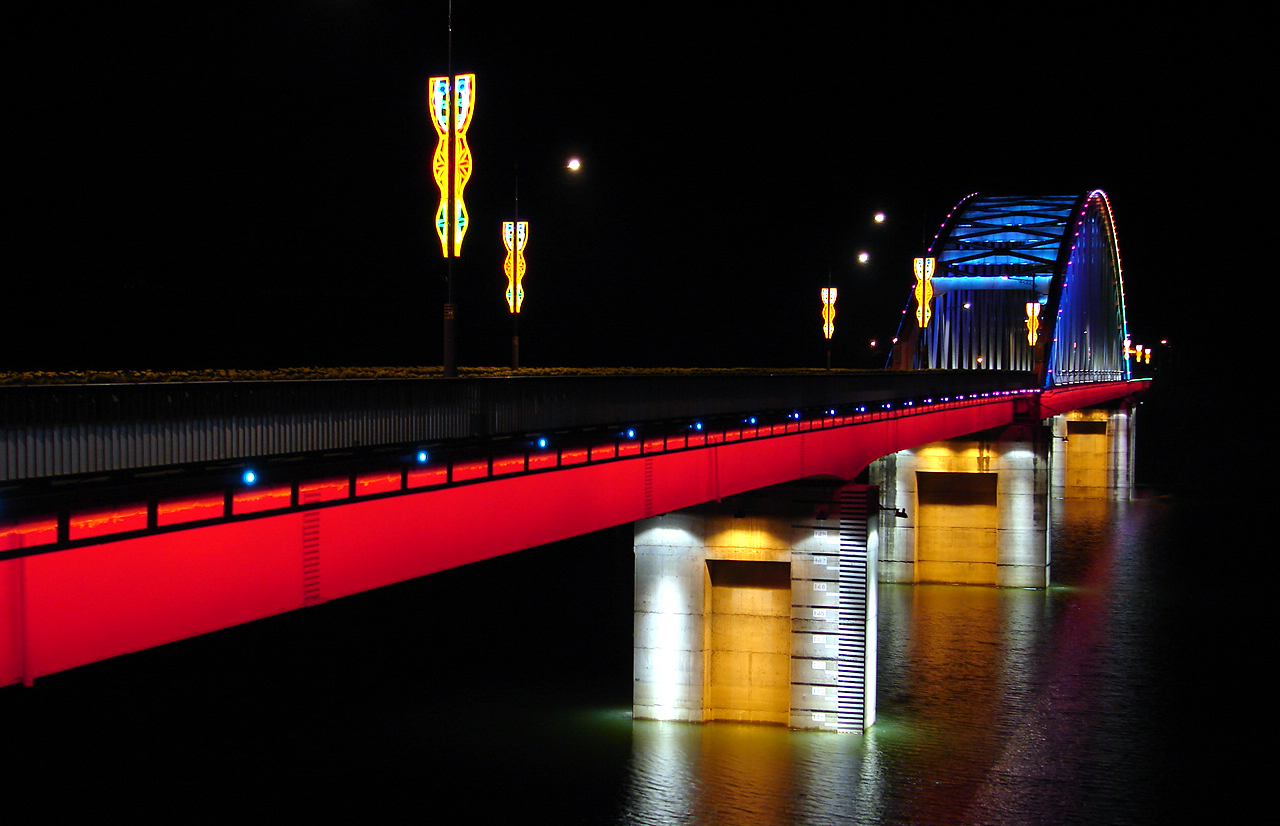
丹阳橋
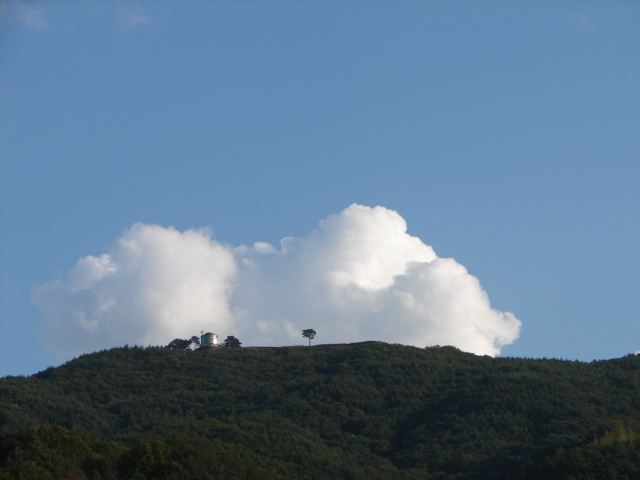
水岸山
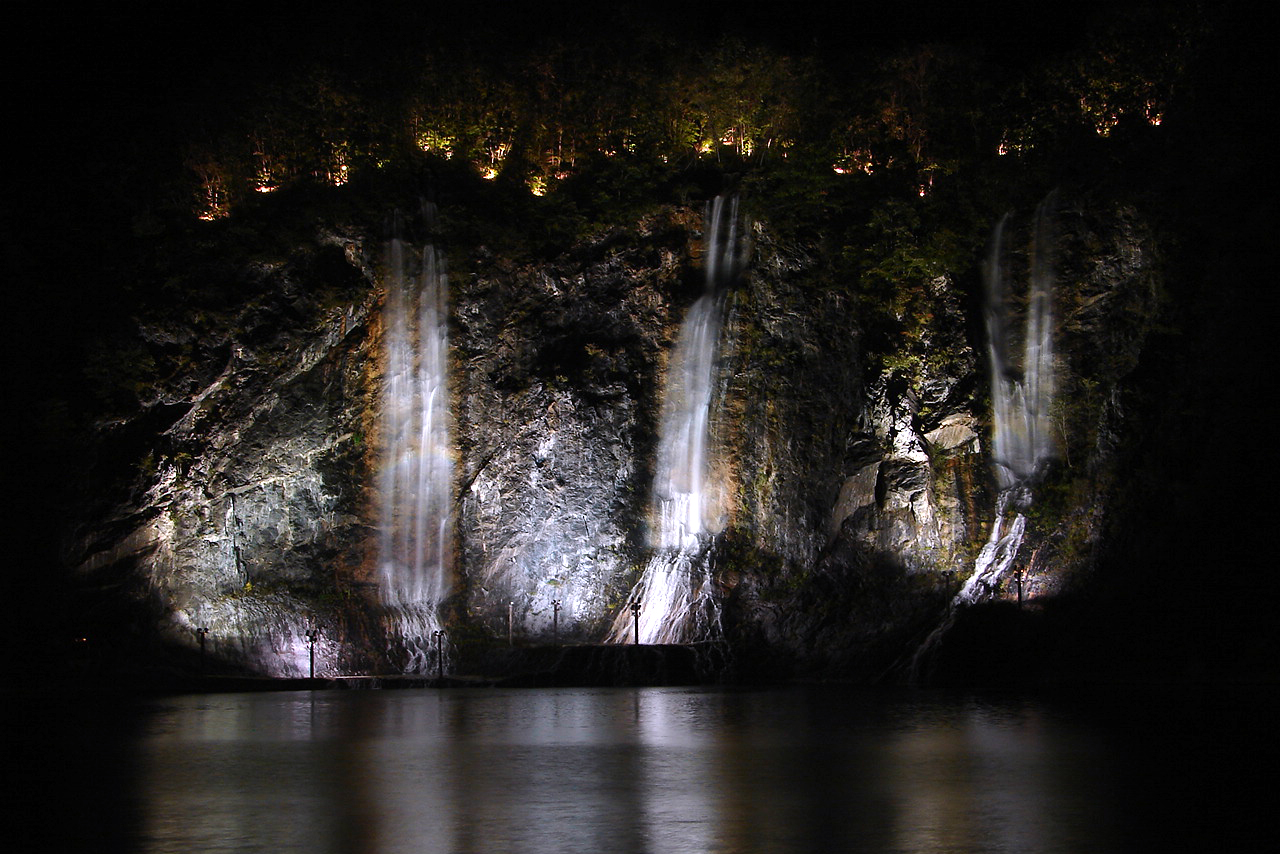
三水瀑布
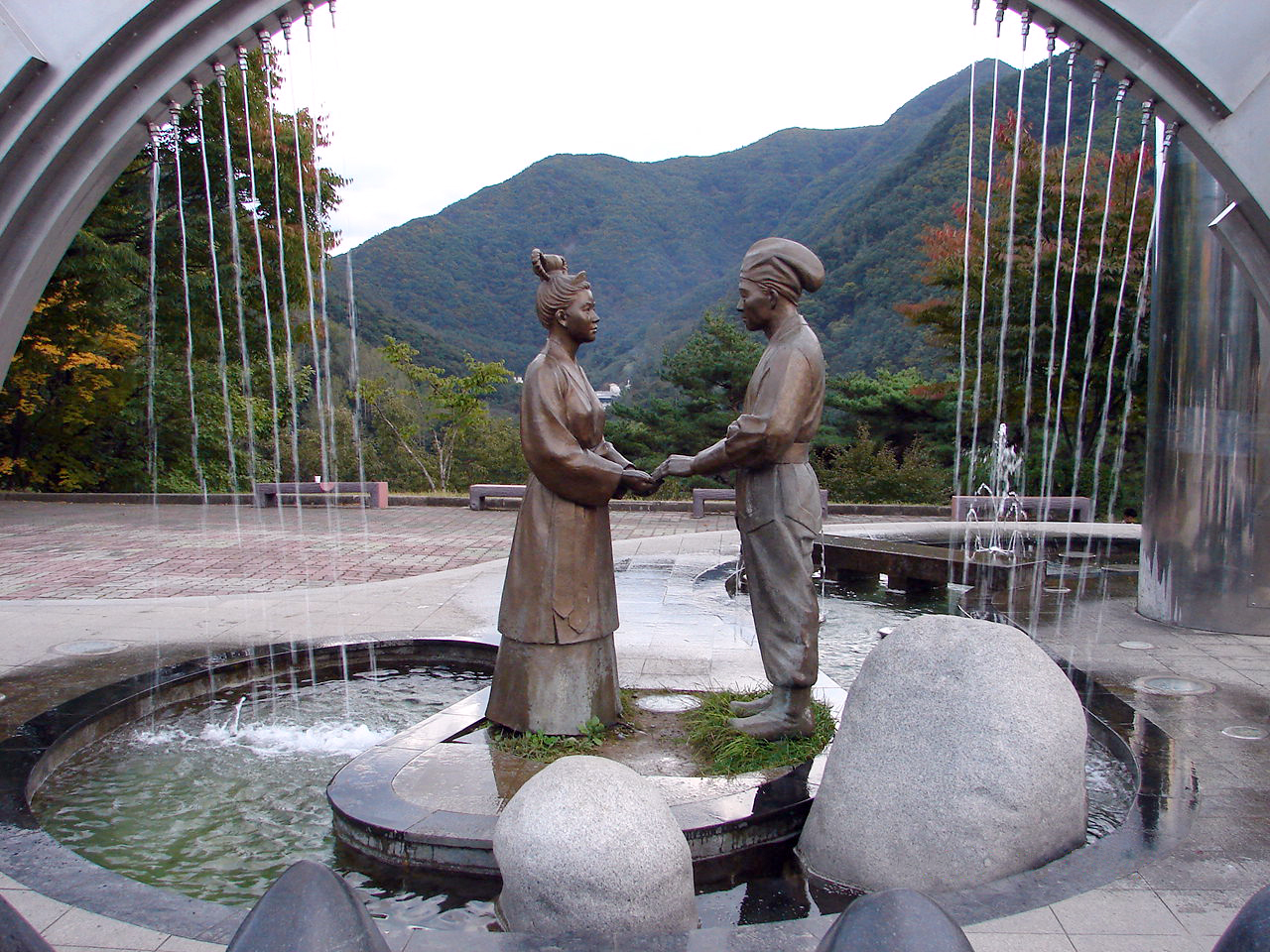
丹阳市公園
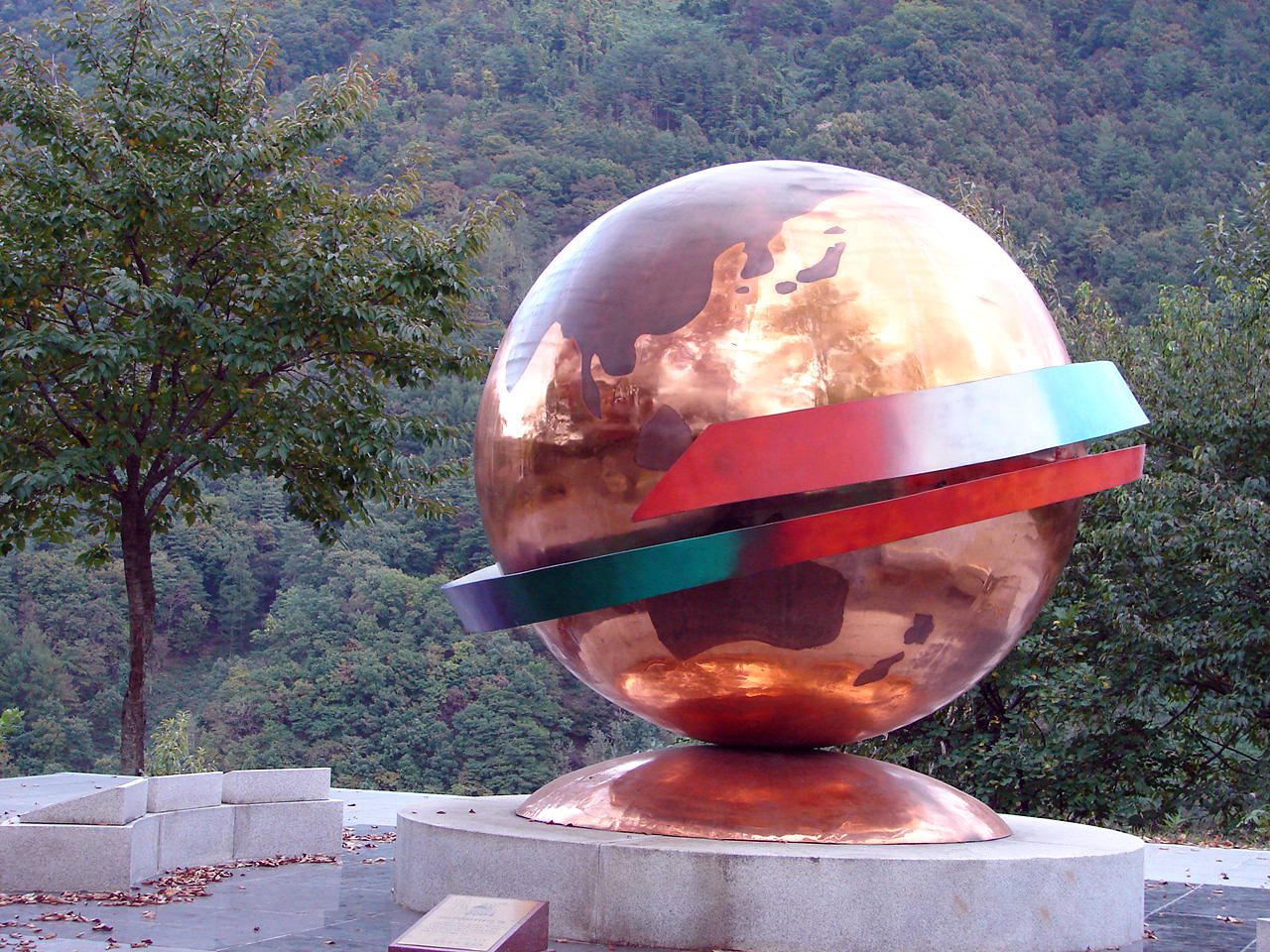
丹阳市公園
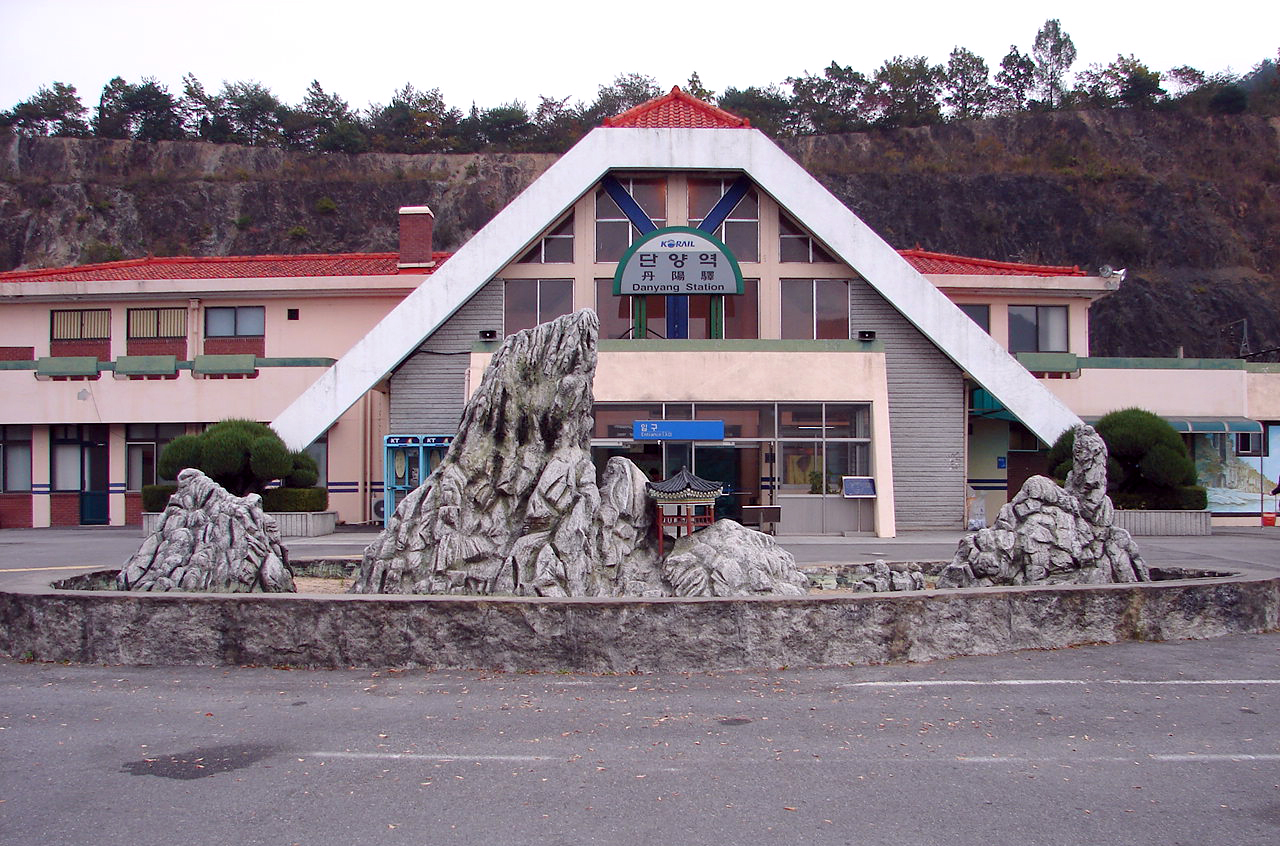
車站
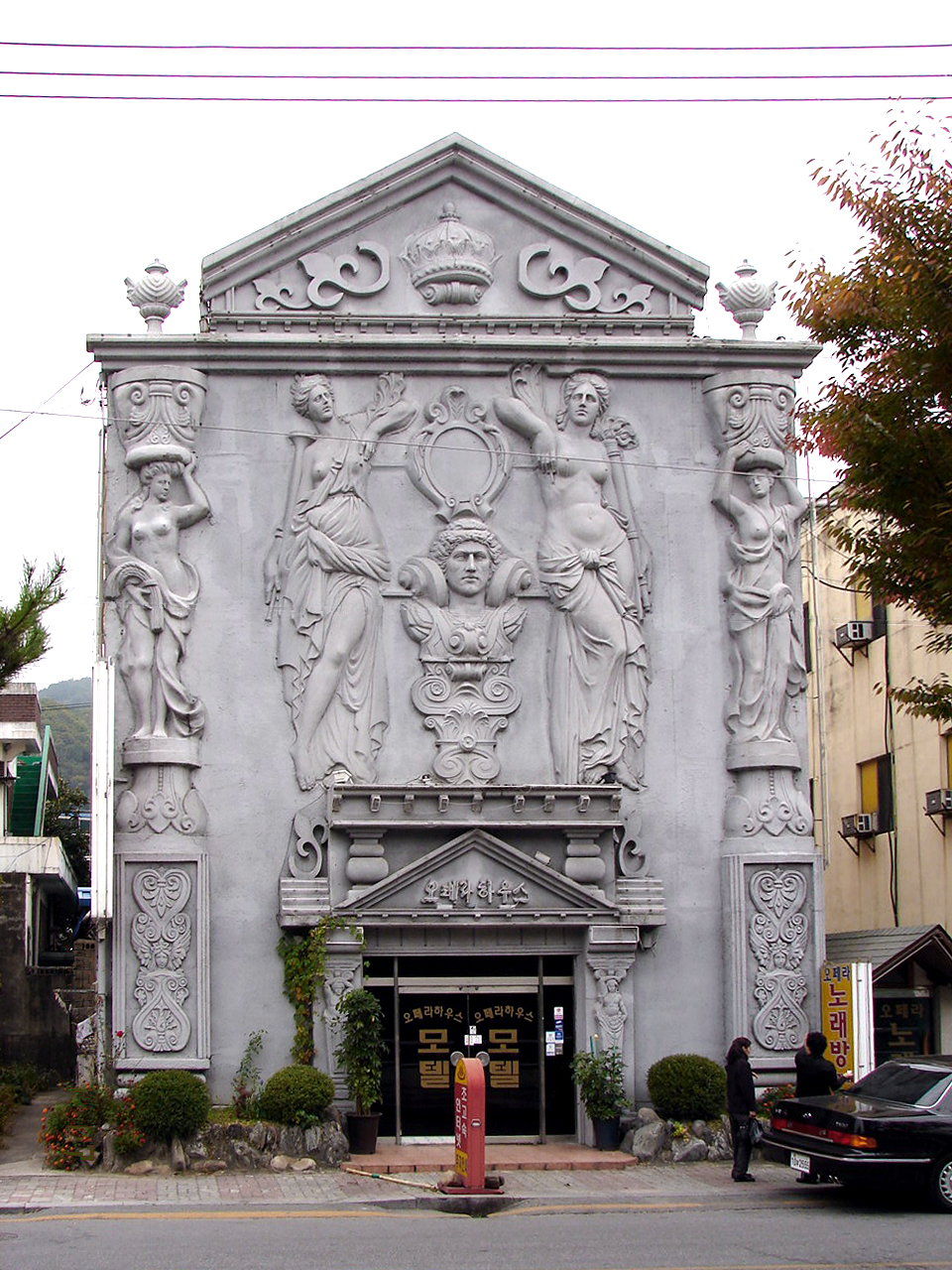
旅館

## 名人
- 林河龍